# YU-KA
YU-KA（ゆうか、1998年11月14日 – ）は、歌手、ダンスパフォーマー、振付師、TikTokerとして活動する日本人。きゃりーぱみゅぱみゅの初代バックダンサーを経て、世界13か国17都市での海外公演とダンスワークショップを敢行したダンス&ボーカルグループTEMPURA KIDZ（2012年結成）の元リーダー。2021年に同グループの卒業とともに芸能事務所アソビシステムから独立し、一人でのアーティスト活動を続行。長野県出身、血液型はA型。

## 来歴
チュチュが着たくてバレエを始めたが、小学校2年生のときにヒップホップダンスに転向。ダンサー仲間とPIECE×PIECEを初めとするユニットを組んだり、w-inds、Lead、三浦大知、上戸彩、MAX、青山テルマのバックダンサーを務めたこともある。頻繁にダンスワークショップに参加しており、しばしば自身のInstagramにその動画を掲載している。ダンスレッスンを受けていたMAIKOがきゃりーぱみゅぱみゅの振付を担当したのに伴いきゃりーぱみゅぱみゅのバックダンサー「きゃりーキッズ」として2011年からライブやフェスに出演した。
2012年11月からTEMPURA KIDZのメンバーとして活動。リーダーとしてグループをまとめるとともに、P→★と共同でクラブイベント「THE BLOCK PARTY」を提案し自ら他のダンサーとのコラボレーションを演じるなど、同グループのセルフプロデュースにも関わった。
2018年1月6日には、東京・渋谷のダンススタジオ「DANCEWORKS」でMAIKOのダンスレッスンの代講を務めた。この際シナリオアートの楽曲「ホシドケイ」を用いて行ったレッスンの模様を写した動画がシナリオアート関係者の目に留まり、同グループが楽曲を担当したダンス舞台「恋ノ水」のヒロイン「私」役に抜擢された。
2019年に活動開始したアイドルユニット・IDOLATERのダンス振付を担当。
2021年3月28日、同日開催のワンマン公演をもってTEMPURA KIDZを卒業した。
2021年7月6日、所属事務所アソビシステムを円満退社したことを自身のSNSで公表した。

## 人物
TEMPURA KIDZメンバーによれば性格はおっちょこちょい。趣味は読書と映画鑑賞。感銘を受けた作品の評論を自身のInstagramに掲載している。好きなジャンルはホラー。武藤彩未とはキッズモデルをしていた幼稚園生の頃からの友人であったが、のちに同じ高校に通うことになって再会し、2023年4月28日に東京キネマ倶楽部で行われた武藤彩未ワンマンライブ「Birthday Live Show」にもゲスト出演した。

## 出演

### ライブ

#### アーティスト「YU-KA」

##### 2021年
- 「Real Night Vol.4. —クリスマス SP—」（2021年12月18日、東京・頭バー"ZUBAR"）

##### 2022年
- 「Girls Spirits vol.9」（2022年3月13日、東京・navey floor AKASAKA）
- 「Hang Out!!」（2022年3月25日、東京・代々木 LIVE STUDIO LODGE）
- 「TOKYO TRAX」（2022年4月22日、東京・shibuya eggman）
- 「Otani pre. Music has no borders 〜Otani Birthday Collection〜」（2022年6月22日、東京・青山RizM）
- 「BLACK SENCE」（2022年6月28日、東京・shibuya eggman）
- 「Hang Out!!」（2022年7月29日、東京・代々木 LIVE STUDIO LODGE）
- 「Yuko 1st Mini ALBUM RELEASE PARTY!!」（2022年8月1日、東京・渋谷スターラウンジ）
- 「MHNB 〜SummerFes2022〜 DAY2」（2022年8月18日、東京・navey floor AKASAKA）
- 「COCO NOIR GIRLZ 2022 —SEASON II—」（2022年8月26日、東京・CLUB SEATA）
- 「Grooove」（2022年9月29日、東京・ROPPONGI unravel tokyo）
- 「COCO NOIR GIRLZ 2022 —SEASON III—」（2022年10月6日、東京・CLUB SEATA）
- 「#LilyGarden」（2022年11月17日、東京・shibuya eggman）
- 「Little Shangri-la 主催 Second Impact DAY 2」（2022年11月23日、東京・navey floor AKASAKA）

##### 2023年
- 「music has no borders」（2023年1月10日、東京・GRIT at Shibuya）
- 「MESSENGERS HOUSE vol.24」（2023年2月28日、東京・渋谷スターラウンジ）
- 「prink presents『Daisy』」（2023年4月20日、東京・ROPPONGI unravel tokyo）
- 「LaQua 20th RENEWAL FES」（2023年5月7日、東京・ラクーア「芝生広場ガーデンステージ」）

#### ゲスト参加
- フレンズ
  - 「petit town release tour グランパーティー！」（2018年1月27日、大阪/28日、東京）[9]
  - 「フレンズのフレンズ大集合！〜日比谷野音でコラボ祭〜」（2018年4月14日、東京・日比谷野外大音楽堂）[10]
- AiRyA「1st ONEMAN CONCERT〜hialina〜」（2022年4月17日、東京・大手町三井ホール）
- 武藤彩未「Birthday Live Show」（2023年4月28日、東京・東京キネマ倶楽部）

#### ダンスパフォーマンス
- 「DANCE DANCE DANCE @ YOKOHAMA 2018」開催記念ダンス舞台「恋の水」“私”役（2018年9月13日–15日、2019年1月13日–14日、神奈川・KAAT神奈川芸術劇場・大スタジオ）[5]
- 「can we over the border ? vol.2」（2021年8月20日、東京・NOSE ART GARAGE）
- 「can we over the border ? vol.3」（2021年10月17日、東京・NOSE ART GARAGE）
- 「TOKYO TRAX —42nd Anniversary—」（2023年3月3日、東京・shibuya eggman）[補足 1]

#### ダンスナンバー
- 「Seishiro × MAIKO number "HIPでサイケデリックな地獄絵図"」（2022年11月5日–6日、東京・昭和女子大学人見記念講堂）

#### イベント
- 「台湾フェスタ2022 〜Daily life in Taiwan〜」（2022年7月30日・31日、東京・代々木公園）

### ミュージック・ビデオ
- Little Black Dress「野良ニンゲン」（2019年6月26日公開）
- AiRyA
  - 「嵐が過ぎ去った世界」（2021年5月29日公開）
  - 「薔薇色桔梗」（2021年10月6日公開）
  - 「ジジビシャ」（2022年4月25日公開）

### プロモーション・ビデオ
- ヒュンメル「2022AW FOJE（フォイエ）」（2022年9月22日公開）

### バラエティ番組
- AbemaTV「業界激震!?マジガチランキング 」（2017年4月〜9月、マジガチガールズ）[11]

### ラジオ
- 渋谷クロスFM「おーたPの部屋」（2022年3月31日）

## 作品

### YU-KA
|     | リリース日     | タイトル                                 | 備考                       |
| --- | -------------- | ---------------------------------------- | -------------------------- |
| 1st | 2021年10月13日 | キシリトールガム                         | Show Chick Boyプロデュース |
| 2nd | 2022年3月30日  | 君の言葉、木枯らしのように               | Show Chick Boyプロデュース |
| 3rd | 2022年10月5日  | カンパリインターセクション feat.鉄ちゃん | Show Chick Boyプロデュース |

### ゲストボーカル
| アーティスト名         | リリース日 | タイトル            | 備考                    |
| ---------------------- | ---------- | ------------------- | ----------------------- |
| ミスフィットプラネット | —          | Untitled feat.YU-KA | ボーカル不在4人組バンド |

### 振り付け
| 提供先                                    | リリース日    | タイトル | 備考                                        |
| ----------------------------------------- | ------------- | --- | ------------------------------------------- |
| AiRyA                                     | 2021年5月25日 | 嵐が過ぎ去った世界                                                                                           | スマホゲームRPG「カオスブレイカー」テーマ曲 |
| AiRyA                                     | 2021年10月6日 | 薔薇色桔梗（踊ってちまったver.）                                                                             |                                             |
| シリアーティとダンサー                    | 2022年4月11日 | ププッとフムッとかいけつダンス 〜シリアーティ・ロック バージョン〜 （Produced by 福山雅治） ダンス・ビデオ！ | 『映画おしりたんてい シリアーティ』         |
| AiRyA                                     | 2022年4月24日 | ジジビシャ（踊ってちまったver.）                                                                             |                                             |
| 台湾フェスタ2022 〜Daily life in Taiwan〜 | —             | 台湾フェスタ体操                                                                                             | アレンジ                                    |
| 株式会社SHRE BASE                         | —             | テレビ愛媛「青春にエール」ダンス （アクエリアス）篇                                                          | 2022年8月                                   |

### 参照
1. 1 2  “LOGOS presents CAMP RADIO | ラジオNIKKEI”. www.radionikkei.jp. 2018年4月19日閲覧。
2. ↑  “【インタビュー】ついにデビュー、TEMPURA KIDZってどんな子たちなの？ | BARKS” (日本語). BARKS 2018年4月4日閲覧。
3. ↑  株式会社ロッキング・オン. “きゃりーぱみゅぱみゅ－rockinon.com｜https://rockinon.com/quick/rijfes2012/detail/71213”. rockinon.com. 2018年4月4日閲覧。
4. ↑  “TEMPURA KIDZのYU-KAとP→★が新たに提案するクラブパーティー「THE BLOCK PARTY」の全貌が明らかに！｜ASBS”. ASBS. 2021年4月17日閲覧。
5. 1 2  日本放送協会. “ダンス、音楽、アートと物語の融合。心揺さぶるダンス舞台「恋ノ水」！”. NHKイベント紀行 N : KIKOU. 2021年4月17日閲覧。
6. ↑  Inc, Natasha. “アソビシステムから新アイドルユニット・IDOLATER誕生（コメントあり）”. 音楽ナタリー. 2019年7月11日閲覧。
7. ↑  Inc, Natasha. “TEMPURA KIDZからYU-KA、AO、P→★が卒業”. 音楽ナタリー. 2021年2月18日閲覧。
8. ↑  “人気急上昇中★【TEMPURA KIDZさん】にインタビュー(*´ω｀*)！！読者プレゼントも♡”. EMMARY（エマリー） 2018年4月4日閲覧。
9. ↑  フレンズ、ハッピーな空気あふれたZepp DCで「ズッ友だからね！」 2018年1月29日掲載
10. ↑  日比谷野音にて開催の『フレンズのフレンズ大集合！』が大成功！ | OKMusic 2018年4月17日掲載
11. ↑  エムティーアイ. “10代がマジガチで選んだイケメンは菅田将暉、なりたい顔は石原さとみ！カンニング竹山はSMAP解散に大人のコメント - music.jpニュース”. music.jp. 2021年4月22日閲覧。
12. ↑  “福山雅治が『映画おしりたんてい シリアーティ』ED主題歌をロックアレンジ！ さらにダンスビデオも完成 – THE FIRST TIMES”.   THE FIRST TIMES (2022年4月11日). 2023年4月30日閲覧。
13. ↑  “『おかえりなさい！台湾の日常へ』みんなが待ち焦がれた台湾の日常が代々木公園に帰ってくる！” (Press release). 株式会社TERRACE. 21 July 2022. 2023年4月30日閲覧.
14. ↑  “テレビ愛媛「青春にエール」ダンス（アクエリアス編）が玄光社「CMNOWvol.218」に掲載されました ！” (Press release). 株式会社SHRE BASE. 9 August 2022. 2023年4月30日閲覧.

### 補足
1. ↑  「NaNa & YU-KA」として出演